# Griffith-Riss
Der Griffith-Riss ist ein gerader Innenriss, der sich in einer unendlich ausgedehnten Scheibe befindet. Der Griffith-Riss stellt das grundlegende Rissmodell in der Bruchmechanik dar und wurde nach Alan Arnold Griffith benannt. Mit Hilfe dieses Rissmodells hat Griffith grundlegende theoretische Analysen zum Riss und der Rissausbreitung durchgeführt. Der Griffith-Riss findet vor allem in theoretischen Betrachtungen in der linear-elastischen Bruchmechanik Anwendung.

## Lastfälle

### Scheibe unter Zugbeanspruchung

Griffith-Riss unter Zugbeanspruchung.

Für einen Riss der Länge 2a in einer Scheibe unter der Zugspannung {\displaystyle \sigma _{\infty }} (Spannung senkrecht zur Rissebene) bestimmte Griffith die Energiefreisetzungrate
{\displaystyle G={\frac {2\pi \sigma _{\infty }^{2}a}{E'}}=4\gamma }
mit {\displaystyle E'=\left\{{\begin{array}{ll}E&{\text{: ebener Spannungszustand (ESZ)}}\\\displaystyle {\frac {E}{(1-\nu )^{2}}}&{\text{: ebener Verzerrungszustand (EVZ).}}\end{array}}\right.}
Hierbei ist:
- {\displaystyle E} der Elastizitätsmodul
- {\displaystyle \nu } die Querkontraktionszahl
- {\displaystyle \gamma } die spezifische Oberflächenenergie

Der Spannungsintensitätsfaktor für den Rissöffnungsmodus I berechnet sich zu
{\displaystyle K_{\mathrm {I} }=\sigma _{\infty }\cdot {\sqrt {\pi \cdot a}}}.

### Scheibe unter Schubbeanspruchung

Griffith-Riss unter Schubbeanspruchung.

Der Spannungsintensitätsfaktor für den Rissöffnungsmodus II unter der Schubbeanspruchung {\displaystyle \tau _{\infty }} berechnet sich zu
{\displaystyle K_{\mathrm {II} }=\tau _{\infty }\cdot {\sqrt {\pi \cdot a}}}.

## Bedeutung
Vergleicht man die obigen K-Faktoren für den Modus I und II mit der allgemeinen Gleichung für den Spannungsintensitätsfaktor für Risse in Bauteilen
{\displaystyle \left\{{\begin{matrix}K_{\mathrm {I} }\\K_{\mathrm {II} }\end{matrix}}\right\}=\left\{{\begin{matrix}\sigma \\\tau \end{matrix}}\right\}\cdot {\sqrt {\pi \cdot a}}\cdot \left\{{\begin{matrix}Y_{\mathrm {I} }\\Y_{\mathrm {II} }\end{matrix}}\right\}},
so erkennt man, dass für den Griffith-Riss die Geometriefaktoren {\displaystyle Y_{\mathrm {I} }=1} und {\displaystyle Y_{\mathrm {II} }=1} sind. Somit lassen sich die Spannungsintensitätsfaktoren {\displaystyle K_{\mathrm {I} }} und {\displaystyle K_{\mathrm {II} }} für Risse in beliebigen Bauteilen auf die Spannungsintensitätsfaktoren des Griffith-Risses normieren.